# Pyrinia hilaris
Pyrinia hilaris là một loài bướm đêm trong họ Geometridae.